# Howard Fast
Howard Melvin Fast (n. 11 noiembrie 1914 – d. 12 martie 2003) a fost un scriitor și scriitor pentru televiziune american.
Romanele sale au accente umanitare evocând pagini din istoria SUA, cum ar fi: lupta pentru libertate a amerindienilor, Războiul de independență al SUA.

## Opera
- 1941: Ultimul hotar ("The Last Frontier")
- 1943: Cetățeanul Tom Paine ("Citizen Tom Paine")
- 1952: Spartacus
- 1960: Sylvia
- 1961: Hotarul de mâine ("The Edge of Tomorrow")
- 1969: Asasinul care nu mai voia să ucidă ("The Assassin who Gave up His Gun")
- 1970: Generalul a ucis un înger. Noi povestiri fantastice ("The General Zapped an Angel. New Stories of Fantasy and Science Fiction")
- 1973: Milly